# Schwendtner József
Schwendtner József (Pest, 1845. szeptember 2. (keresztelés dátuma) – Budapest, 1917. december 20.) budapest-székesfővárosi főmérnök, műszaki tanácsos, építész.

## Élete
Schventner (Schwendtner) Ferenc kertész és Hittil Terézia fiaként született. Mint a keleti vaspályatársaság szakaszfőnöke 1870. augusztus 29-én Pesten, a belvárosi plébánián kötött házasságot Saxlehner Kornéliával, az egyik tanú Kvassay Ede volt.
Évtizedeken át dolgozott 1880-tól segédmérnökként, 1883-tól mérnökként a főváros szolgálatában, Budapest Székesfőváros Mérnöki Hivatalának Építési Szakosztályán. 1910-ben a főváros szolgálataiért a „műszaki tanácsos” címet adományozta neki. 1911-ben nyugdíjazták.
73 éves korában hunyt el 1917-ben. A Fiumei úti temetőben helyezték nyugalomra.

## Ismert épületei

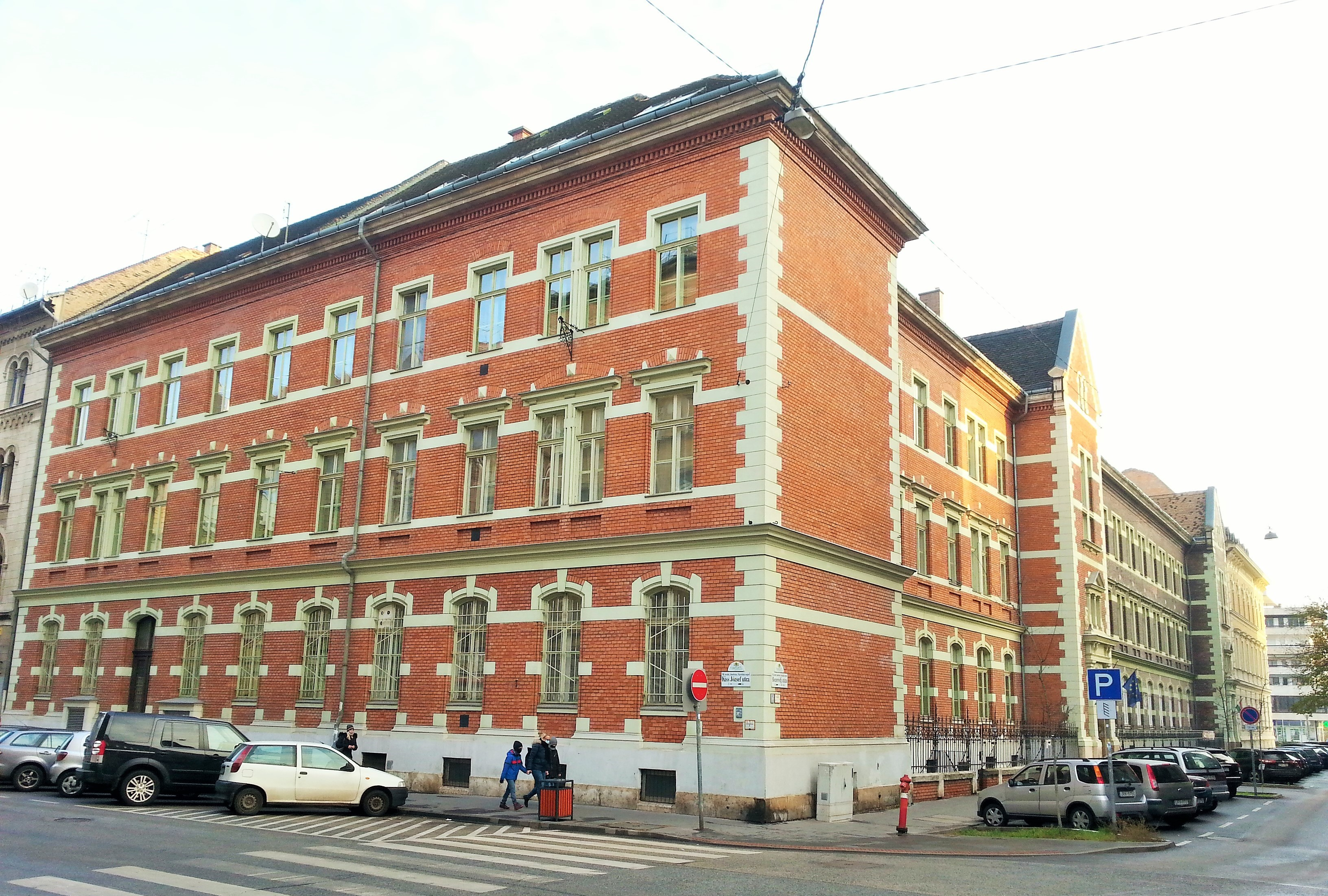
Bezerédy utcai elemi fiú és leányiskola

Schwendtner mérnöki munkája mellett maga is tervezett épületeket:
- 1887–1892: a Szent László-téri elemi iskola (ma: Kroó György Zene- és Képzőművészeti Iskola Kőbányai Alapfokú Művészetoktatási Intézmény) bővítése új szárnnyal, Budapest, Szent László tér 34. (Hofbauer Jánossal közös munka, az eredeti épületet Feszl Frigyes tervezte, 1874)[16]
- 1909–1910: Bezerédy utcai elemi fiú és leányiskola, Budapest, Bezerédj utca 16/a., amely Bárczy István kislakás- és iskolaépítési programja keretében épült fel.[17] Az épületben ma a Szent Anna Görögkatolikus Gimnázium és Technikum (korábbi nevén Leövey Klára Görögkatolikus Gimnázium és Technikum) működik.[18]

Ő tervezte egyébként a III. ker. Lajos-utczai, Kórház-utczai, IV. ker. gr. Károlyi-utczai, VI. ker. Szív-utczai, Érsek-utczai, VII. ker. Murányi-utczai, VIII. ker. Práter-utczai, Külső váczi-úti iskolákban a padokat is.